# Jegor Žukov
Jegor Žukov (* 28. července 1998) je ruský student politologie a politický aktivista. Během politických protestů v Moskvě v roce 2019 se stal novou tváří moskevské opozice díky svým videím zveřejněným na youtube, podporujícím protestující a kritizující policii za nepřiměřené zásahy proti demonstrantům. 1. srpna 2019 byl během protestů zatčen a 6. prosince 2019 odsouzen ke 3 letům odnětí svobody podmíněně a zákazu internetové činnosti (obžaloba žádala 4 roky nepodmíněně), následovala široká podpora veřejnosti. V závěrečném projevu před soudem zdůraznil důležitost hodnot odpovědnosti a lásky k slabším a obecně bližním, lidskost v ruské společnosti v kontrastu s autokracií současné ruské vlády.